# 乌苏里蝮
乌苏里蝮（学名：Gloydius ussuriensis）为蝰科亚洲蝮属的爬行动物，俗名白眉蝮、七寸子、土球子、狗屎堆、烟袋油子、土公蛇。其种加词“ussuriensis”意为“乌苏里的”。分布于俄罗斯、朝鲜以及中国大陆的辽宁、吉林、黑龙江等地，常见于平原、浅丘或低山的杂草、灌丛或石堆中。该物种的模式产地在俄罗斯、黑龙江尚志县。

## 保护
本种于2023年被收录入《有重要生态、科学、社会价值的陆生野生动物名录》。